# Daniel Osorno
Daniel Osorno (16 de março de 1979) é um futebolista mexicano que competiu na Copa América de 2004.

## Carreira
Osorno integrou a Seleção Mexicana de Futebol na Copa América de 1999.

## Títulos
Seleção Mexicana
- Copa das Confederações: 1999